# Mansigné
Mansigné ist eine französische Gemeinde mit 1.550 Einwohnern (Stand: 1. Januar 2022) im Département Sarthe in der Region Pays de la Loire. Sie gehört zum Arrondissement La Flèche und zum Kanton Le Lude (bis 2015: Kanton Pontvallain). Die Einwohner werden Mansignéens genannt.

## Geographie
Mansigné liegt etwa 29 Kilometer südlich von Le Mans. Umgeben wird Mansigné von den Nachbargemeinden Requeil im Norden, Pontvallain im Osten, Coulongé im Südosten, Luché-Pringé im Süden und Südwesten, Saint-Jean-de-la-Motte im Westen sowie Oizé im Nordwesten.

## Bevölkerungsentwicklung
| Jahr                      | 1962 | 1968 | 1975 | 1982 | 1990 | 1999 | 2006 | 2013 |
| Einwohner                 | 1407 | 1302 | 1292 | 1250 | 1255 | 1355 | 1516 | 1603 |
| Quelle: Cassini und INSEE |      |      |      |      |      |      |      |      |

## Sehenswürdigkeiten
- Menhir La Brunerie
- Kirche Saint-Martin aus dem 11. Jahrhundert
- Herrenhaus La Guyardière
- Ruinen der Burg von Fay aus dem 15. Jahrhundert

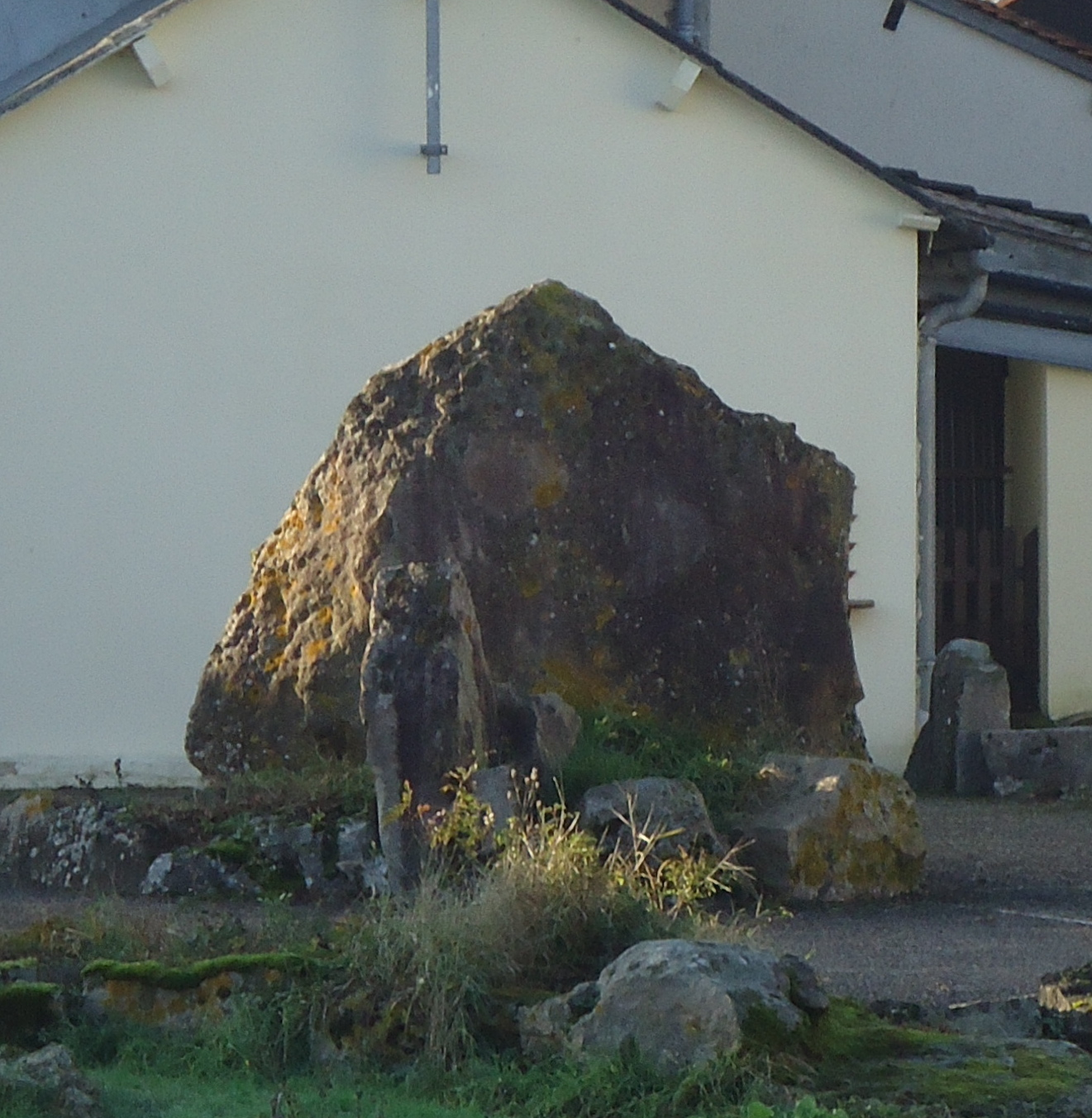
Menhir La Brunerie
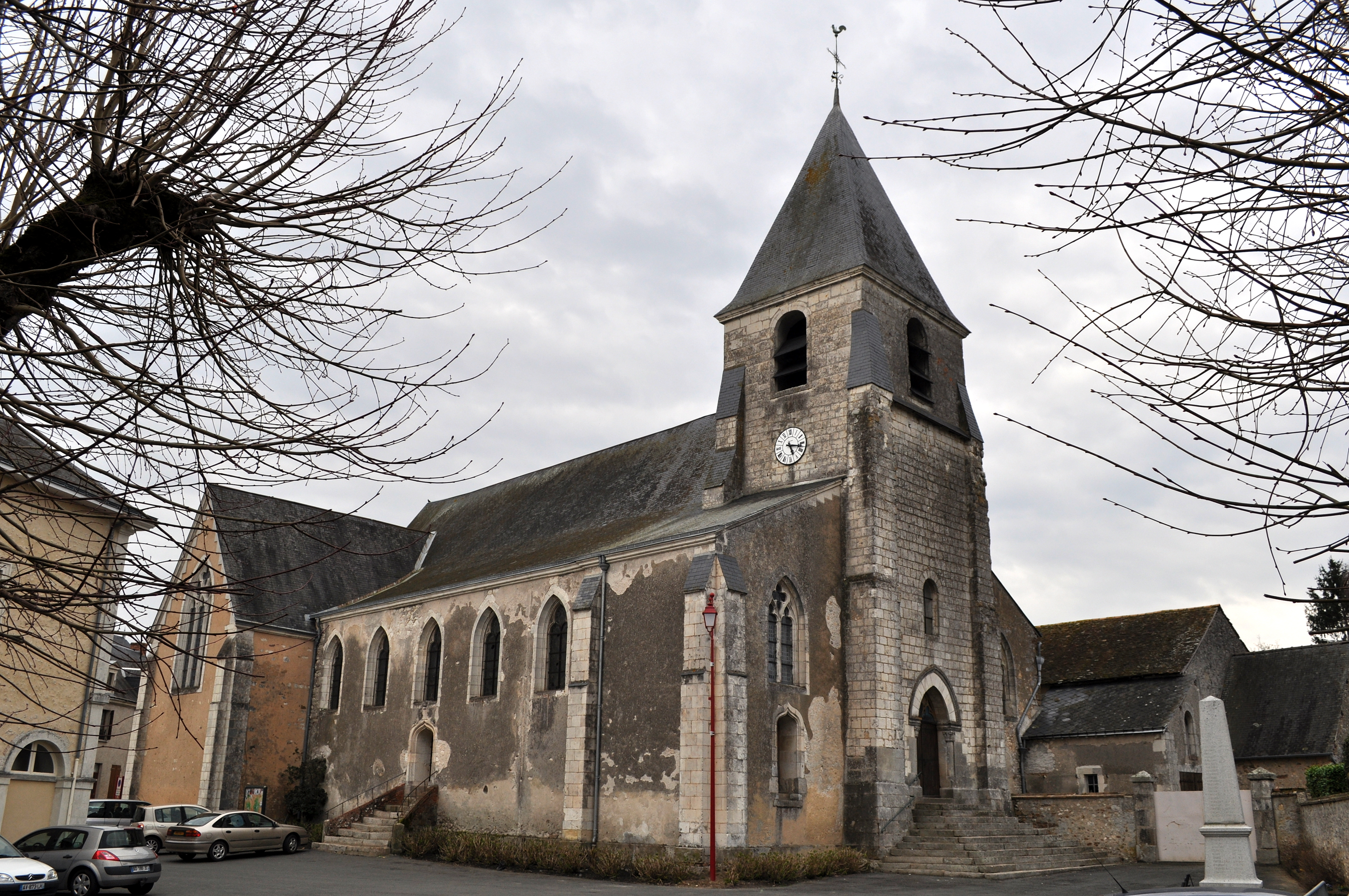
Kirche Saint-Martin
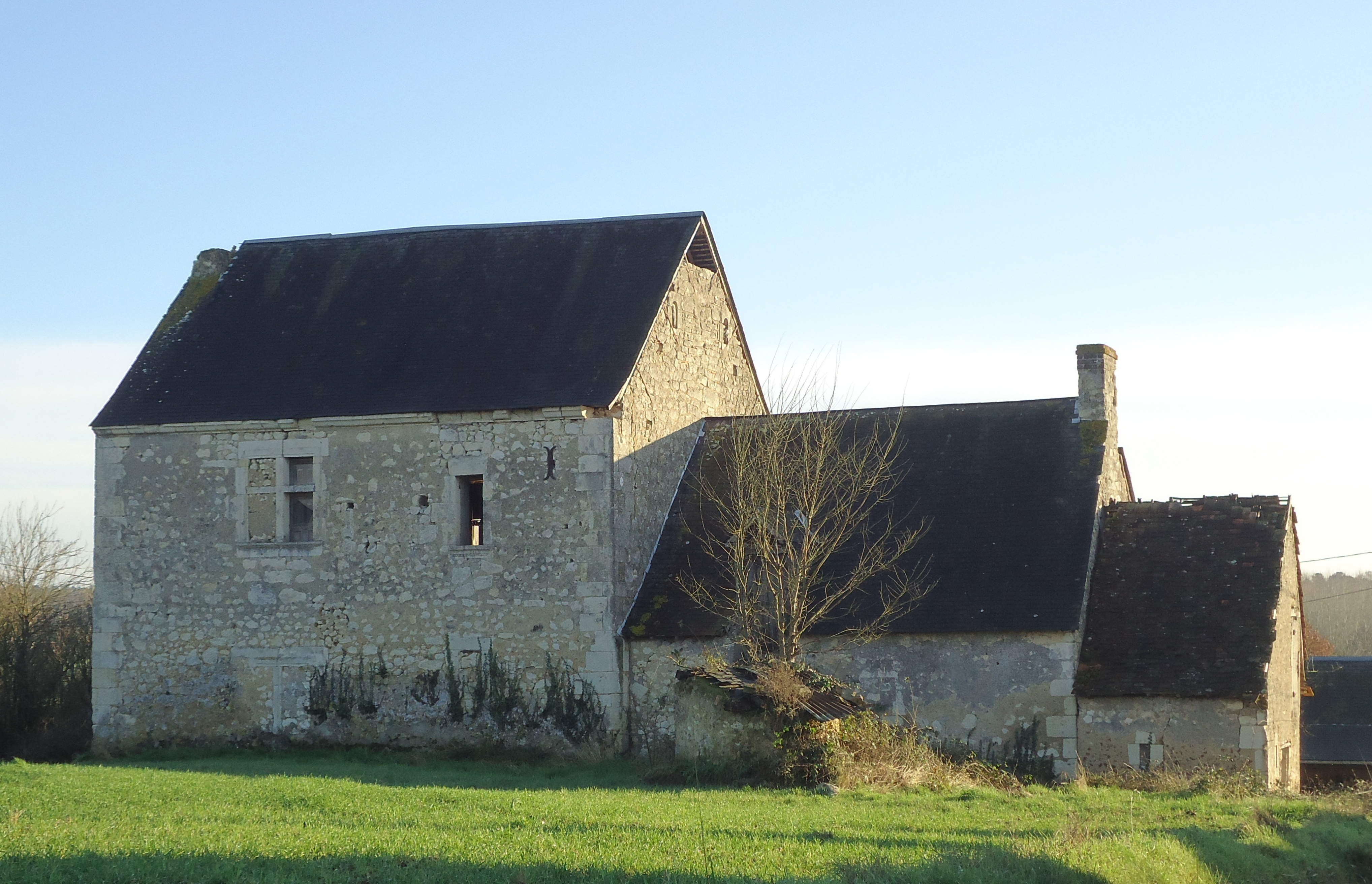
Herrenhaus La Guyardière

## Gemeindepartnerschaften
Die Gemeinden des früheren Kantons Pontvallain sind mit der deutschen Gemeinde Visbek in Niedersachsen verpartnert.

## Persönlichkeiten
- Raymonde Dien (1929–2022), Politikerin (PCF)
- Jacky Haran (* 1943), Autorennfahrer